# Oncocnemis iranica
Oncocnemis iranica är en fjärilsart som beskrevs av Leo Schwingenschuss 1937. Oncocnemis iranica ingår i släktet Oncocnemis och familjen nattflyn. Inga underarter finns listade i Catalogue of Life.